# Gierkiny (Varmia y Masuria)
Gierkiny [pronunciación en polaco: /ɡʲɛrˈkinɨ/] (en alemán: Gerkiehnen) es un pueblo en el distrito administrativo de Gmina Sępopol, dentro del Distrito de Bartoszyce, Voivodato de Varmia y Masuria, en  el norte de Polonia, cercano a la frontera con el Óblast de Kaliningrado en Rusia. Se encuentra aproximadamente 15 kilómetros al noreste de Sępopol, 28 kilómetros al este de Bartoszyce, y 77 kilómetros al del noreste de la capital regional, Olsztyn.
Hasta 1945 el área era parte de Alemania (Prusia Oriental).